# Wielopole (powiat dąbrowski)
Wielopole – wieś w Polsce położona w województwie małopolskim, w powiecie dąbrowskim, w gminie Olesno.
W latach 1975–1998 miejscowość administracyjnie należała do województwa tarnowskiego. Integralne części miejscowości: Bobrek, Borek, Bucze, Gliniki, Grobla, Zadycz.
We wsi tej urodził się polsko-niemiecki historyk Bogdan Musiał.